# Référendum constitutionnel mauritanien de 1991
Le référendum constitutionnel mauritanien de 1991 a lieu le 12 juillet 1991 en Mauritanie afin de permettre à la population de se prononcer sur une nouvelle Constitution. 
Il a été approuvé par 97,94 % des suffrages exprimés avec un taux de participation de 85,53 %. 

## Contexte
Le scrutin vise à adopter une nouvelle Constitution rétablissant la démocratie et le multipartisme aboli lors de l'indépendance du pays en 1960. Le texte inclut la création d'un Parlement bicaméral avec un Sénat et une Assemblée nationale.  
La Constitution n'inclut pas de limite de mandat pour le président.

## Résultats
| Choix                     | Votes   | %     |
| ------------------------- | ------- | ----- |
| Pour                      | 713 493 | 97,94 |
| Contre                    | 14 999  | 2,06  |
|                           |         |       |
| Votes valides             | 728 492 | 99,59 |
| Votes blancs et invalides | 3 020   | 0,41  |
| Total                     | 731 512 | 100   |
| Abstention                | 125 609 | 14,47 |
| Inscrits/Participation    | 857 121 | 85,53 |